# Guts (Album)
Guts ist ein Jazzalbum von Joe McPhee, Peter Brötzmann, Kent Kessler und Michael Zerang. Die am 3. August 2005 im Veranstaltungsort Empty Bottle in Chicago entstandenen Aufnahmen erschienen im September 2006 auf Okka Disk. Dies war die zweite Veröffentlichung dieses Quartetts, nach Tales Out of Time aus dem Jahr 2004 und vor The Damage Is Done (2009).

## Hintergrund
Das Quartett der Holzbläser Joe McPhee und Peter Brötzmann mit dem Bassisten Kent Kessler und dem Schlagzeuger Michael Zerang, das bereits am 19. Juni 2002 in den AirWave Studios das Album Tales Out of Time einspielte, hatte sich 2006 wieder zusammengefunden. Dem Tontechniker Malachi Ritscher (1954–2006), der das Album aufgenommen hatte und ein Jahr später, am 3. November 2006, aus Protest gegen den Krieg im Irak an einer Selbstverbrennung gestorben war, widmeten die Musiker Guts.

## Titelliste
- Joe McPhee, Peter Brötzmann, Kent Kessler, Michael Zerang: Guts (Okka Disk OD12062)[2]

1. Guts 17:41
2. Rising Spirits 41:16

## Rezeption
Phil Freeman verlieh dem Album in Allmusic vier Sterne und schrieb, Peter Brötzmanns allgemeines öffentliches Image lasse vermuten, dass seine Alben ein ständiges Sperrfeuer seien, aber es gebe viele Momente der Sensibilität und des subtilen instrumentellen Zusammenspiels in seiner Diskographie. Dieses Album würde beide Seiten des Musikers vereinen. Auch wenn die Gruppe zu Albert-Ayler-artigem Dröhnen fähig sei, könnten die beiden Bläser (McPhee wechselt zwischen Saxophonen und Trompete bzw. Kornett hin und her) die Dinge auch ein wenig herunterbringen und introspektive Phrasen murmeln, während die Rhythmusgruppe in Ruhestellung ist. Dies geschehe bei jedem der beiden langen Stücke, aus denen Guts besteht, und helfe dem Hörer, eine kurze Pause zu machen, baue aber auch Spannung auf, wenn das gesamte Ensemble zurückkehre.